# Kvarneån
Kvarneån is een van de (relatief) kleine riviertjes die het Zweedse eiland Gotland rijk is. Deze rivier ligt op de zuidwestelijk punt van het eiland. Ze ontstaat in het moerasmeer Muskmyr en stroomt vervolgens naar het noorden. De waterweg is hier en daar gekanaliseerd, zoals bijvoorbeeld als ze in het gebied Valkmyr stoormt. Valkmyr is een drooggelegd/ontwaterd moeras (er waren plannen om het water weer terug te krijgen). De naamgever van de rivier is boerderij Kvarne. 